# När i egen kraft jag verkar och min tro är alltför svag
När i egen kraft jag verkar och min tro är alltför svag är en sång med text av John Gowans och är översatt till svenska av Kai Kjäll-Andersson.
Sången finns publicerad som:
- Nummer 90 i Sångboken 1998
- Nummer 637 i Sång och spel